# Il risveglio di Erode
Il risveglio di Erode (Darwin's Radio, letteralmente "La radio di Darwin") è un romanzo di fantascienza di Greg Bear del 1999, vincitore del Premio Nebula per il miglior romanzo nel 2001, candidato nello stesso anno al Premio Hugo per il miglior romanzo.
Nel 2003 l'autore ha pubblicato il seguito I figli di Erode (Darwin's Children).

## Trama
Mitch Rafelson è un paleontologo che, durante un viaggio in Austria, viene contattato da due guide, Tilde e Franco; i due affermano di aver scoperto in una grotta sulle Alpi delle mummie. Mitch con difficoltà raggiunge il sito e trova tre mummie: apparentemente una coppia di neanderthaliani con una bambina, morta subito dopo la nascita che sembra appartenere a uno stadio evolutivo successivo. Tilde si impossessa, all'insaputa dello scienziato, del corpo della bambina. Lungo la strada del ritorno il gruppo viene travolto da una bufera: le due guide perdono la vita. Mitch, gravemente ferito, viene ritrovato dai soccorsi e accusato di essere complice della sottrazione del reperto, ritrovato nella borsa vicino al corpo di Tilde.
Kaye Lang è un brillante genetista specializzata in endovirus, virus che hanno infettato la specie umana milioni di anni fa e che, invece di uccidere l'ospite o essere distrutti dal suo sistema immunitario, si sono inseriti nel suo DNA diventando parte del patrimonio genetico della nostra specie. In società con il depresso marito, Saul, dopo il suicidio di questi scopre che l'impresa specializzata nella produzione di vaccini, versava in cattive acque e decide di ricominciare a dedicarsi alla ricerca.
Christopher Dicken lavora per il Centro controllo malattie (CCM) degli Stati Uniti, sotto la direzione di Mark Augustine, ed è specializzato nell'individuare i primi segni dell'insorgere di un'epidemia.
Le vite di questi tre personaggi si incrociano quando in tutto il mondo cominciano a verificarsi un numero superiore alla media di aborti. Dicken scopre ben presto che gli aborti sono provocati da un endovirus che si sta diffondendo. Appena fatto rapporto il governo degli Stati Uniti avvia un programma di ricerca, del quale fa parte anche Kaye Lang, per trovare una cura alla malattia che viene battezzata "Morbo di Erode". Col passare del tempo la malattia rivela fenomeni sempre più sconcertanti. Le autopsie dei feti abortiti rivelano che sono tutti femmine e affetti da strane malformazioni: in pratica solo un'unica grande ovaia si è sviluppata, mentre il con il resto dell'organismo è atrofizzato. Inoltre le donne che hanno abortito si ritrovano nuovamente incinte dopo poco tempo, anche in assenza di rapporti sessuali.
Mentre la cura tarda ad arrivare e l'epidemia si diffonde, crescono anche le tensioni sociali. La comunità scientifica è convinta che Erode sia solo l'avanguardia di una serie di endovirus che per qualche ragione sta per riemergere dal nostro DNA per provocare nuove malattie talmente infettive da spazzare via il genere umano. Il governo sta lentamente perdendo il controllo della popolazione e CCM sta accentrando sempre più poteri in previsione di misure ancora più drastiche. In un clima di panico crescente, però, Kaye sviluppa una nuova teoria. Grazie a Dicken ha incontrato Mitch Rafelson e ha saputo delle mummie di neanderthal. Le mummie mostravano le stesse caratteristiche degli adulti infettati dal virus. Inoltre la neonata che era con loro apparteneva ad uno stadio evolutivo successivo rispetto agli adulti, tuttavia l'analisi del DNA dimostra che era la loro figlia. Ciò sembrerebbe smentire tutte le teorie sull'evoluzione graduale delle specie dimostrando che balzi evolutivi possono verificarsi nell'arco di una generazione. Kaye propone perciò la teoria secondo cui il morbo di Erode non è una malattia, ma un fenomeno naturale che si innesca quando il livello di stress collettivo di una specie raggiunge una certa soglia e provoca uno rapido mutamento che dovrebbe rendere la specie più adatta ad affrontare la causa dello stress. La teoria di Kaye, però, viene accolta con scetticismo, mentre il CCM è ormai convinto che, quando nasceranno, i bambini concepiti sotto l'influsso del morbo diverranno causa di devastanti epidemie.
In disaccordo con le drastiche misure in preparazione, Kaye lascia il suo centro di ricerca e decide di concepire lei stessa un bambino con Mitch, del quale intanto si è innamorata. Costretti alla fuga e alla clandestinità i due riusciranno a portare a termine la gravidanza dimostrando la correttezza della loro teoria e aprendo la strada ad una nuova specie umana.

## Edizioni
- Greg Bear, Darwin's radio, Ballantine Books, 1999,  p. 544, ISBN 0-345-43524-9.
- Greg Bear, Il risveglio di Erode, traduzione di Maurizio Nati, collana Collezione Immaginario Solaria n° 1, Fanucci, 2002,  p. 576, ISBN 88-347-0851-2.
- Greg Bear, Il risveglio di Erode, traduzione di Maurizio Nati, collana Tascabile Immaginario n° 20, Fanucci, 2003,  p. 624, ISBN 88-347-0926-8.